# Fyllingen Fotball 1990
Questa pagina raccoglie i dati riguardanti il Fyllingen Fotball nelle competizioni ufficiali della stagione 1990.

## Rosa
| N. |                     | Ruolo | Calciatore          |
| -- | ------------------- | ----- | ------------------- |
|    | Norvegia (bandiera) | P     | Vidar Bahus         |
|    | Norvegia (bandiera) | P     | Bjarte Flem         |
|    | Norvegia (bandiera) | P     | Stein Gausreide     |
|    | Norvegia (bandiera) | D     | Trond Bjørndal      |
|    | Norvegia (bandiera) | D     | Hans Brandtun       |
|    | Norvegia (bandiera) | D     | Gunnar Ingebrigtsen |
|    | Norvegia (bandiera) | D     | Tom Leiknes         |
|    | Norvegia (bandiera) | D     | Inge Ludvigsen      |
|    | Norvegia (bandiera) | D     | Per-Ove Ludvigsen   |
|    | Norvegia (bandiera) | C     | Rolf Barmen         |

| N. |                     | Ruolo | Calciatore          |
| -- | ------------------- | ----- | ------------------- |
|    | Norvegia (bandiera) | C     | Dag Bergset         |
|    | Norvegia (bandiera) | C     | Petter Hagen        |
|    | Norvegia (bandiera) | C     | Kjell Rune Pedersen |
|    | Norvegia (bandiera) | C     | Paul Tengs          |
|    | Norvegia (bandiera) | C     | Trond Totland       |
|    | Norvegia (bandiera) | A     | Asbjørn Helgeland   |
|    | Norvegia (bandiera) | A     | Håkon Knudsen       |
|    | Norvegia (bandiera) | A     | Ola Lyngvær         |
|    | Norvegia (bandiera) | A     | Tor Vikenes         |

## Risultati

### 1. divisjon

#### Girone di andata
| Arbitro: | Rogne |

|                                               |           |           |
| Hagen 29’ P. Ludvigsen 56’ Helgeland 84’ ? ?’ | Marcatori | 5’ Håberg |

| Arbitro: | Kjelbrott |

|              |           |  |
| Fjetland 78’ | Marcatori |  |

| Bergen 13 maggio 1990, ore ??:?? 3ª giornata | Fyllingen | 0 – 0 referto | Brann | Varden Amfi (9.606 spett.)\| Arbitro: \| Haugstad \| |
| Arbitro:                                     | Haugstad  |               |       |                                                      |

| Arbitro: | Singsaas |

|                             |           |  |
| McCabe 41’, 89’ Jenssen 69’ | Marcatori |  |

| Arbitro: | Pedersen (Jeløy) |

|               |           |              |
| Ludvigsen 81’ | Marcatori | 22’ Jakobsen |

| Arbitro: | Svendsen |

|             |           |              |
| Arnevåg 48’ | Marcatori | 16’ Brandtun |

| Arbitro: | Nordby |

|                        |           |  |
| Leiknes 10’ Barmen 79’ | Marcatori |  |

| Kongsvinger 10 giugno 1990, ore ??:?? 8ª giornata             | Kongsvinger | 1 – 1 referto | Fyllingen | Gjemselund Stadion (1.238 spett.) |
| \| \| \| \| \| Dalløkken 50’ \| Marcatori \| 71’ Helgeland \| |             |               |           |                                   |
|                                                               |             |               |           |                                   |
| Dalløkken 50’                                                 | Marcatori   | 71’ Helgeland |           |                                   |

| Arbitro: | Rogne |

|      |           |                   |
| ? ?’ | Marcatori | 3’, 12’ Helgeland |

| Arbitro: | Haugen |

|                          |           |  |
| Vikenes 63’ Bjørndal 66’ | Marcatori |  |

| Arbitro: | Hermansen |

|                             |           |  |
| Belsvik 70’ Leonhardsen 84’ | Marcatori |  |

#### Girone di ritorno
| Arbitro: | Nervik |

|            |           |          |
| Isaksen 7’ | Marcatori | 2’ Tengs |

| Arbitro: | Olsen (Kristiansand) |

|               |           |                           |
| Helgeland 53’ | Marcatori | 25’, 63’ Nilsen 88’ Tveit |

| Arbitro: | Larsgård |

|                   |           |                                                 |
| Nybø 43’ Roth 79’ | Marcatori | 66’ I. Ludvigsen 78’ P. Ludvigsen 84’ Helgeland |

| Arbitro: | Raabe |

|  |           |                        |
|  | Marcatori | 8’ Jenssen 62’Johansen |

| Arbitro: | Halle (Molde) |

|                                                  |           |  |
| Ø. Berg 34’ Jakobsen 56’ Sørloth 71’ Sollied 81’ | Marcatori |  |

| Bryne 26 agosto 1990, ore ??:?? 17ª giornata | Fyllingen | 0 – 0 referto | Lillestrøm | Bryne Stadion (2.403 spett.)\| Arbitro: \| Thorp \| |
| Arbitro:                                     | Thorp     |               |            |                                                     |

| Arbitro: | Olsen (Kristiansand) |

|                            |           |  |
| Storskogen 17’ Johnsen 53’ | Marcatori |  |

| Arbitro: | Hollung |

|                           |           |               |
| Leiknes 45’ Ludvigsen 70’ | Marcatori | 36’ Martinsen |

| Arbitro: | Haugen |

|               |           |  |
| Helgeland 54’ | Marcatori |  |

| Arbitro: | Aass |

|                              |           |  |
| Johansen 58’ Christensen 84’ | Marcatori |  |

| Arbitro: | Svendsen |

|                           |           |                  |
| Lyngvær 87’ Ludvigsen 89’ | Marcatori | 85’, 90’ Belsvik |

### Coppa di Norvegia
|  | Fyllingen | 2 – 1 referto | Løv-Ham |  |

|  | Vadmyra | 2 – 4 referto | Fyllingen |  |

|  | Fyllingen | 2 – 0 referto | Stord |  |

|  | Aalesund | 0 – 1 referto | Fyllingen |  |

|  | Start | 0 – 1 referto | Fyllingen |  |

|  | Fyllingen | 2 – 0 referto | Brann |  |

| Arbitro: | Haugstad |

|           |           |                                                          |
| Tengs 89’ | Marcatori | 13’, 59’ Løken 20’ Sørloth 28’ Jakobsen 67’ Ingebrigtsen |

## Statistiche

### Statistiche di squadra
| Competizione      | Punti | In casa | In casa | In casa | In casa | In casa | In casa | In trasferta | In trasferta | In trasferta | In trasferta | In trasferta | In trasferta | Totale | Totale | Totale | Totale | Totale | Totale | DR |
| Competizione      | Punti | G       | V       | N       | P       | Gf      | Gs      | G            | V            | N            | P            | Gf           | Gs           | G      | V      | N      | P      | Gf     | Gs     | DR |
| ----------------- | ----- | ------- | ------- | ------- | ------- | ------- | ------- | ------------ | ------------ | ------------ | ------------ | ------------ | ------------ | ------ | ------ | ------ | ------ | ------ | ------ | -- |
| 1. divisjon       | 28    | 11      | 5       | 4       | 2       | 15      | 10      | 11           | 2            | 3            | 6            | 8            | 20           | 22     | 7      | 7      | 8      | 23     | 30     | -7 |
| Coppa di Norvegia | -     | 4       | 3       | 0       | 1       | 7       | 6       | 3            | 3            | 0            | 0            | 6            | 2            | 7      | 6      | 0      | 1      | 13     | 8      | +5 |
| Totale            | -     | 15      | 8       | 4       | 3       | 21      | 16      | 14           | 5            | 3            | 6            | 14           | 22           | 29     | 13     | 7      | 9      | 36     | 38     | -2 |

### Statistiche dei giocatori
| Giocatore       | 1. divisjon | 1. divisjon | Coppa di Norvegia | Coppa di Norvegia | Totale   | Totale |
| Giocatore       | Presenze    | Reti        | Presenze          | Reti              | Presenze | Reti   |
| --------------- | ----------- | ----------- | ----------------- | ----------------- | -------- | ------ |
| V. Bahus        | 18          | 0           | ?                 | ?                 | 18+      | 0+     |
| R. Barmen       | 19          | 1           | ?                 | ?                 | 19+      | 1+     |
| D. Bergset      | 7           | 0           | ?                 | ?                 | 7+       | 0+     |
| T. Bjørndal     | 18          | 1           | ?                 | ?                 | 18+      | 1+     |
| H. Brandtun     | 22          | 1           | ?                 | ?                 | 22+      | 1+     |
| B. Flem         | 3           | 0           | ?                 | ?                 | 3+       | 0+     |
| S. Gausreide    | 2           | 0           | ?                 | ?                 | 2+       | 0+     |
| P. Hagen        | 7           | 1           | ?                 | ?                 | 7+       | 1+     |
| A. Helgeland    | 22          | 7           | ?                 | ?                 | 22+      | 7+     |
| G. Ingebrigtsen | 22          | 0           | ?                 | ?                 | 22+      | 0+     |
| H. Knudsen      | 8           | 0           | ?                 | ?                 | 8+       | 0+     |
| T. Leiknes      | 22          | 2           | ?                 | ?                 | 22+      | 2+     |
| I. Ludvigsen    | 14          | 2           | ?                 | ?                 | 14+      | 2+     |
| P. Ludvigsen    | 16          | 4           | ?                 | ?                 | 16+      | 4+     |
| O. Lyngvær      | 8           | 1           | ?                 | ?                 | 8+       | 1+     |
| K. Pedersen     | 21          | 0           | ?                 | ?                 | 21+      | 0+     |
| P. Tengs        | 13          | 1           | ?                 | ?                 | 13+      | 1+     |
| T. Totland      | 8           | 0           | ?                 | ?                 | 8+       | 0+     |
| T. Vikenes      | 22          | 1           | ?                 | ?                 | 22+      | 1+     |